# Національний парк Шандур-Хундруп
Національний парк Шандур-Хундруп — охоронна територія, розташована в північно-західному регіоні Пакистану, у районі Гупіс-Ясин у Гілгіт-Балтістані.

## Історія
Він був оголошений національним парком у 1993 році і має площу 51 800 га або 766 км2.

## Парк
Шандур-Хундруп займає загальну площу приблизно 1986 квадратних кілометрів, а найвищою точкою є перевал Шандур, який розташований на висоті 3700 метрів.
Стадіон Shandur Polo Ground розташований на висоті приблизно 3700 метрів над рівнем моря. Поле є найвищим у світі полем для гри в поло, на якому щорічно проходить Фестиваль поло в Шандурі, популярна подія, яка приваблює відвідувачів з усього світу.